# Holden Shuttle

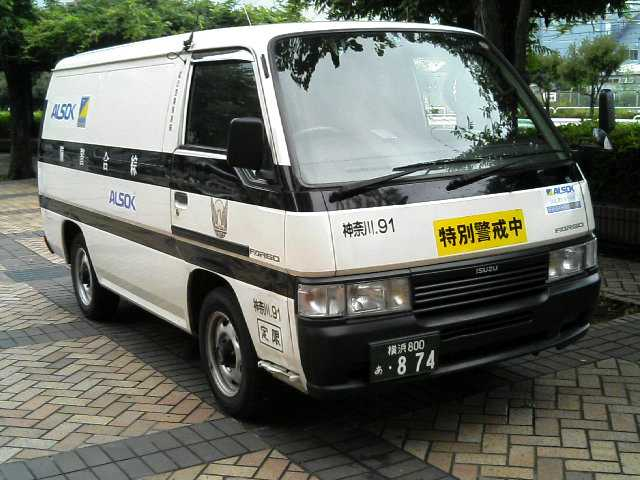
Isuzu Fargo der 2. Generation
(1995–2001)

Der Holden Shuttle war ein Kleintransporter oder Kleinbus, der in den Modelljahren 1982 und 1990 von Holden in Australien vertrieben wurde. Er war baugleich mit dem in Japan hergestellten Isuzu Fargo und Isuzu WFR.
Die Fahrzeuge wurden mit kurzem Radstand (2350 mm) oder langem Radstand (2690 mm) als 3-4-türige Lieferwagen mit verblechten Seitenfenstern und als 4-türige Kleinbusse mit 9 Sitzen (bis 1987) angeboten. Der Bus hieß 1982 LS und ab 1983 LT. Es gab auch einen Lieferwagen mit Hochdach. In Japan wurden auch verschiedene andere Aufbauten, z. B. ein Pritschenwagen, gebaut.
Als Antrieb dienten Reihenvierzylindermotoren mit 1,8 oder 2,0 l Hubraum und 65 bzw. 69 kW Leistung. Bis 1986 gab es auch einen Vierzylinder-Dieselmotor mit 2,0 l Hubraum und einer Leistung von 44 kW. Die Varianten LS und LT hatten ein manuelles Fünfganggetriebe, während die anderen Modelle bis 1985 mit einem Vierganggetriebe auskommen mussten. Ab 1988 gab es auf Wunsch eine Vierstufenautomatik.
Der Holden Shuttle wurde 1990 eingestellt, während der Isuzu Fargo in Japan noch bis 1995 weitergebaut wurde, von 1995 bis 2001 sogar in einer zweiten Generation. Dort wurden auch andere Motoren, wie z. B. ein 2,4-l-R4-Diesel, eingesetzt.

## Quelle
- Terry Bebbington, Michel A. Malik: 45 Years of Holden. Australian Publishing and Printing Company, Sydney NSW 1994, ISBN 0-947216-31-6.